# 魯伊多索 (新墨西哥州)
魯伊多索（英語：Ruidoso）是位於美國新墨西哥州林肯縣的村。

## 人口
根據2020年美國人口普查的數據，魯伊多索的面積為41.83平方千米，當中陸地面積為41.78平方千米，而水域面積為0.05平方千米。當地共有人口7679人，而人口密度為每平方千米184人。